# Diatype

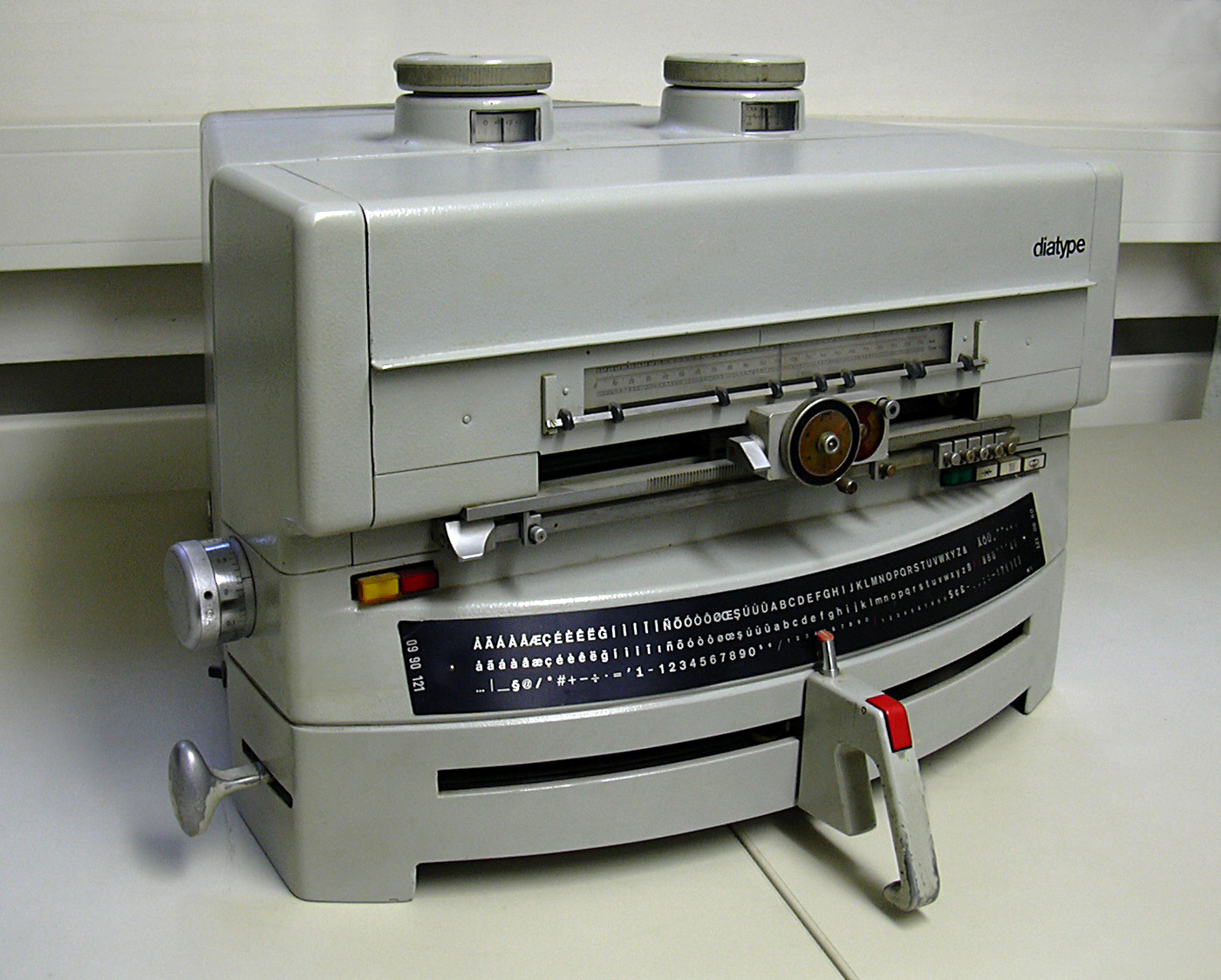
Fotosatzgerät „diatype“ der H. Berthold AG, fotografiert in der Lehrdruckerei des Instituts für Buchwissenschaft, Johannes-Gutenberg-Universität Mainz; links unten und vorn in der Mitte die Wahlhebel zur Navigation auf der Schriftscheibe, der rote Knopf ist der Auslöseknopf zur Belichtung

Die diatype ist ein Schriftsatzgerät für den Fotosatz. Die Diatype wurde in den Jahren 1952 bis 1954 von Hugo Heine aus Braunschweig für die Firma H. Berthold AG entwickelt. Sie ist ein halbautomatisches mechanisches Fotosatzgerät, das man auch bei Tageslicht benutzen kann. Eingesetzt wurde die Diatype hauptsächlich für den Satz von Akzidenzen und Formularen, aber auch zum Satz von Schriften zur Kartenherstellung und -fortführung.

## Beschreibung
An der Oberseite des Gerätes befindet sich eine Klappe, die eine herausnehmbare lichtdichte Kassette für lichtempfindlichen Film aufnimmt. An der Vorderseite und an der linken Seite befinden sich Wahlhebel, die der Auswahl der Zeichen dienen. Mit weiteren Einstellrädern und Knöpfen kann man Schriftgröße, Laufweite und Zeilenabstand einstellen. Die verwendeten kreisförmigen Schriftscheiben aus Glas sind mit einer schwarzen Folie bedampft, in der die Zeichen ausgespart wurden. Durch den Austausch der Schriftscheibe lässt sich die Schriftart wechseln. Zu den Schriftscheiben gehört auch eine entsprechende, mit Magneten an der Vorderseite zu befestigende, dreizeilige Zeichenmaske, zum Zielen des Wahlhebels mit dem Auslöseknopf.
Jede Schriftscheibe enthält 195 Zeichen in der Größe 12 Punkt eines Schriftschnittes der Schriftart, z. B. schmalfett, breitfett oder schmalmager. Jedem Zeichen ist zudem ein Steuerstrich zugeordnet, der zum Verändern der Schriftgrößen benötigt wird. Dies geschieht mittels der internen Optik. Die Schriftgrößen lassen sich stufenlos von 4 bis 36 Punkt einstellen. Das zu belichtende Format kann maximal 215 × 285 mm betragen.

## Anwendung
Nach dem Bestücken der Filmkassette mit dem lichtempfindlichen Film in der Dunkelkammer, kann man diese in das Gerät einsetzen und nach Auswahl der gewünschten Schriftscheibe und der dazugehörenden Schriftmaske mit dem Satz beginnen. Zum Setzen bewegt man mit der linken Hand den Wahlhebel über eine dreizeilige Skala. Mit der rechten Hand führt man einen Hebel auf das benötigte Zeichen und drückt den Auslöseknopf zur Belichtung. Voraussetzung für den Formularsatz ist, dass das Manuskript genau vermessen ist, damit man sich beim Setzen anhand der Koordinaten orientieren kann. Eine Möglichkeit zur Sichtkontrolle des Gesetzten besteht nicht. Am Gerät befinden sich Skalenanzeigen mit Cicero-, Inch- und Zentimeterangaben für die horizontale und vertikale Position auf der Seite. Beim Setzen transportiert die Halbautomatik des Diatype-Gerätes die aktuelle Position im Satz um den optimalen Wert weiter (automatischer Zeichenabstand). Für gesperrte Schrift lässt sich die Laufweite der Zeichen mit einer so genannten Mikrometerschraube einstellen. Man kann die Spationierung der Zeichen vom Standardwert ausgehend innerhalb +6 mm und −3 mm stufenlos verändern.
Nachdem der Setzvorgang abgeschlossen ist, wird der Film in der Dunkelkammer aus der Kassette herausgenommen und entwickelt. Das Ergebnis ist ein positiver, seitenrichtiger Film mit den gesetzten Zeichen. Für die Anwendung bei der Kartenherstellung oder -fortführung wurde über Kontaktkopien und Negativen ein Strippingfilm (von Agfa) belichtet. Die Zeichen, die sich nun auf dem dünnen Filmchen befanden, wurden nach Auftrag eines Kontaktklebemittels (z. B. Wachs) mit einem scharfen Schaber/Skalpell/Messer eingeritzt und vom Trägerfilm abgelöst, auf dem Kartenoriginal platziert, ggf. (z. B. bei Beschriftung gekrümmter Gewässer oder kurvenreicher Straßen) eingeschnitten und gebogen und anschließend festgerieben/fixiert.

## Kurioses
Zur Feineinstellung des Gerätes war das Nonsenswort HillimillihirtzheftpflasterEntferner mit einer Schriftgrößen-Einstellung von 6 Punkt zu setzen. Dabei sollte eine Lauflänge von 32 mm erreicht werden, die durch Verändern der Laufweite der Schrift justiert werden musste. Dadurch wurde sichergestellt, dass die Laufweite der Schrift immer gleich war. Es war deshalb ratsam, das Diatype-Gerät jeden Tag bei Arbeitsbeginn gewissermaßen warmlaufen zu lassen und die Einstellung neu zu justieren.